# 榆中园蛛
榆中园蛛（学名：Araneus yuzhongensis）为园蛛科园蛛属的动物。在中国大陆，分布于甘肃等地。该物种的模式产地在甘肃榆中。